# Francesco Rier
Francesco Rier (ur. 2 grudnia 1908 w Rovereto; zm. 5 maja 1991 w Rovereto) – włoski piłkarz, grający na pozycji napastnika.

## Kariera piłkarska
W 1926 rozpoczął karierę piłkarską w drużynie Rovereto. Potem występował w klubach Modena i Lazio. W sezonie 1930/31 bronił barw Juventusu, z którym zdobył mistrzostwo Włoch. Następnie do 1940 roku grał w klubach Servette, Nizza, Brescia, Palermo i ponownie Rovereto.

## Sukcesy i odznaczenia

### Sukcesy klubowe
Juventus
- mistrz Włoch: 1930/31